# Eutichio di Como
Eutichio di Como (Como, 482 – Como, 5 giugno 539) è stato un vescovo romano, ottavo vescovo di Como.
È venerato come santo dalla Chiesa cattolica, che ne celebra la memoria il 5 giugno; tuttavia, nella diocesi di Como, viene commemorato il 4 giugno.

## Biografia
Nato nell'odierno quartiere Borgovico della città di Como da una famiglia cristiana, Eutichio visse lunghi periodi da eremita su un'altura a sud-ovest della città, nel luogo dove si sarebbe trovata una croce in legno eretta dalle prime comunità cristiane cittadine. Le esperienze di eremitaggio continuarono anche durante il suo episcopato, iniziato nell'anno 525.
Eutichio si spense il 5 giugno 539.

## Culto
Alla sua morte, Eutichio fu dapprima sepolto nell'allora chiesa dei Santi Apostoli fuori le mura (oggi nota come basilica di Sant'Abbondio), poi i suoi resti furono traslati nella basilica di San Giorgio.
Secondo la tradizione, il vescovo morì sul colle dove era solito ritirarsi in preghiera, che da allora venne chiamato colle di Sant'Eutichio.

### Croce di Sant'Eutichio
Lo stesso colle - noto anche come Monte Croce - ospita la cosiddetta "Croce di Sant'Eutichio". Si tratta di una struttura metallica con basamento in cemento, dotata di illuminazione alla fine della seconda guerra mondiale come ex voto per lo scampato bombardamento della città di Como.   
Ideata nel 1933, la croce venne realizzata e installata l'anno successivo, dono dell'Azione Cattolica di Como, in sostituzione di una precedente croce di legno del 1849 che, a sua volta, aveva rimpiazzato un analogo manufatto dell'inizio del XIX secolo.  
Fino agli inizi del Novecento, la Croce di Sant'Eutichio è stata meta di rogazioni e processioni penitenziali da parte dei fedeli comaschi; ogni anno, attorno al 25 aprile, gli stessi fedeli erano soliti recarsi in pellegrinaggio alla Croce. 